# Unity (mô-đun ISS)

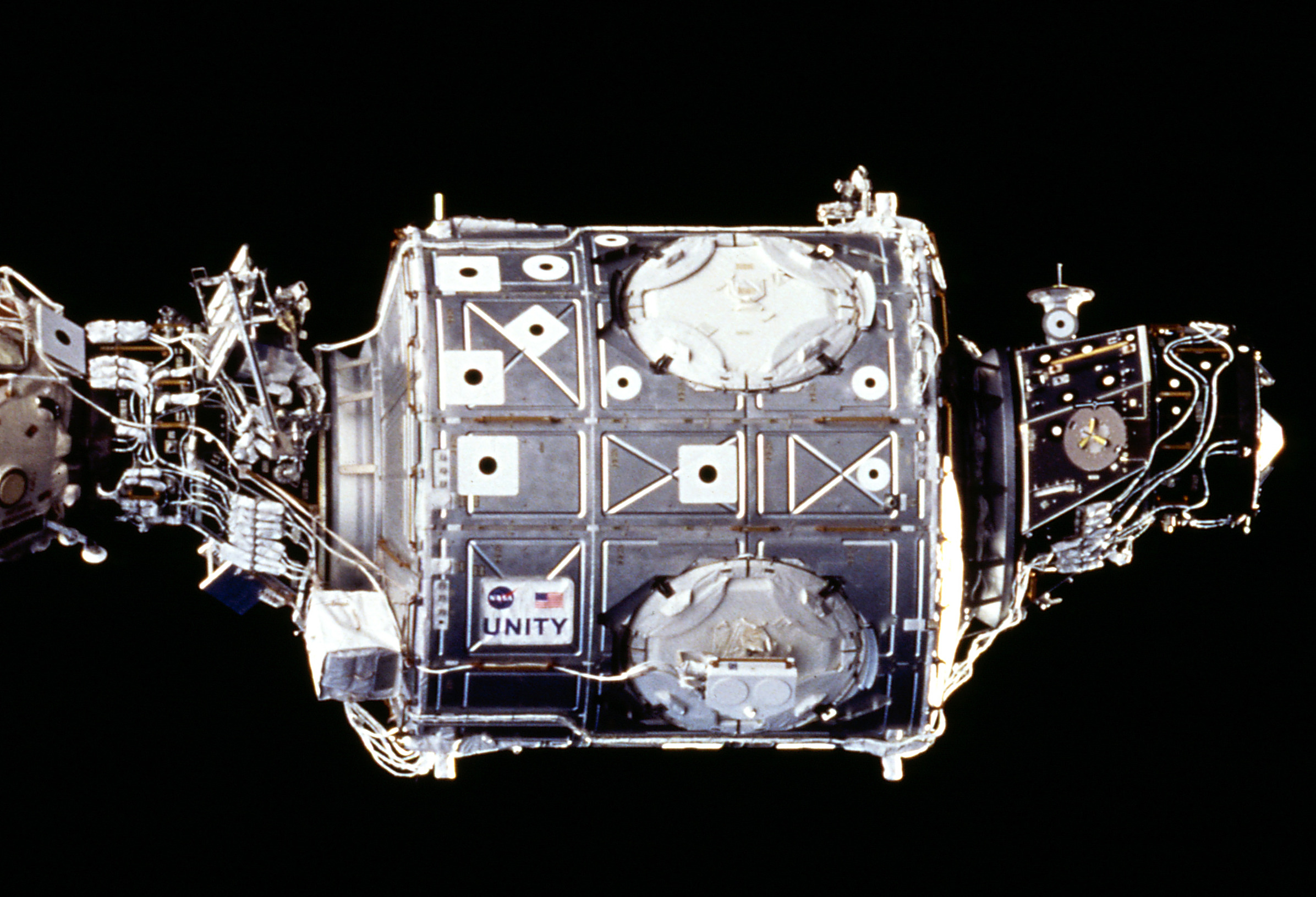
Module Unity

Unity, còn một cái tên kỹ thuật khác là Node 1, là module đầu tiên hoàn toàn của Mỹ trên ISS. Module này là một khoang để kết nối các khu vực khác nhau của trạm ISS với 6 cổng kết nối ở 6 mặt khác nhau của nó.

## Lịch sử
Được xây dựng bởi hãng Boeing ở một nhà máy sản xuất tại Trung tâm chuyến bay không gian Marshall (Marshall Space Flight Center) ở Huntsville, Alabama. Unity là module kết nối đầu tiên trong 3 module kết nối tương tự của ISS. Mang lên quỹ đạo bởi tàu con thoi Endeavour trong nhiệm vụ STS-88, Unity đã được lắp ghép với Zarya, một module khác được phóng lên trước đó. STS-88 cũng là chuyến bay con thoi đầu tiên tham gia vào việc lắp ráp trạm ISS.

## Chức năng
Unity đặt nền tảng cho tất cả các module của Mỹ trên trạm với 6 cổng kết nối, mỗi cổng trên mỗi mặt. Trong đó, một cổng để kết nối với Zarya, các cổng còn lại để kết nối với các bộ phận và module của Mỹ trên trạm như phòng thí nghiệm Destiny, Node 3, Quest Joint Airlock, giàn Z1. Các nguồn tài nguyên quan trọng trên trạm không gian như chất lỏng, hệ thống hỗ trợ sự sống và kiểm soát môi trường, hệ thống điện và dữ liệu được dẫn qua Unity để phục vụ cho các khu vực làm việc và sinh hoạt trên trạm.

## Kỹ thuật
Node 1 dài 5,5 m, đường kính 4,6 m, nhỏ hơn một chút so với Node 2 và Node 3, 2 module có chức năng tương tự được lắp ghép vào trạm sau này. Unity được chế tạo bằng nhôm. Hơn 50.000 thiết bị cơ học, 216 đường dây dẫn chất lỏng và khí, và 121 đường dây cáp điện chạy bên trong cũng như bên ngoài sử dụng khoảng 9,7 km đường dây đã được lắp đặt bên trong Unity. Ngoài ra, 2 thiết bị kết nối (docking adapter) hình nón cũng được lắp vào mỗi đầu của Unity trước khi nó được phóng lên trên tàu Endeavour. Các thiết bị này, được gọi là thiết bị kết nối điều áp (pressurized mating adapter - PMA), cho phép hệ thống kết nối sử dụng bởi tàu con thoi cũng như các module của Nga lắp ghép vào các cửa cũng như các cơ cấu nối kết (berthing mechanism) của Node 1. Một trong các thiết bị hình nón trên được dùng để gắn kết Unity với Zarya trong khi cái còn lại được dùng như một "bến đậu" (docking port) cho các tàu con thoi. Unity cùng với hai thiết bị kết nối kể trên dài khoảng 36 feet và nặng khoảng 25.600 pound. Gắn vào bên ngoài của thiết bị kết nối giữa Unity với Zarya là các máy tính, các bộ điều biến - giải điều biến (multiplexer - demultiplexer) giúp cung cấp sự ra lệnh và điều khiển ban đầu của Unity.

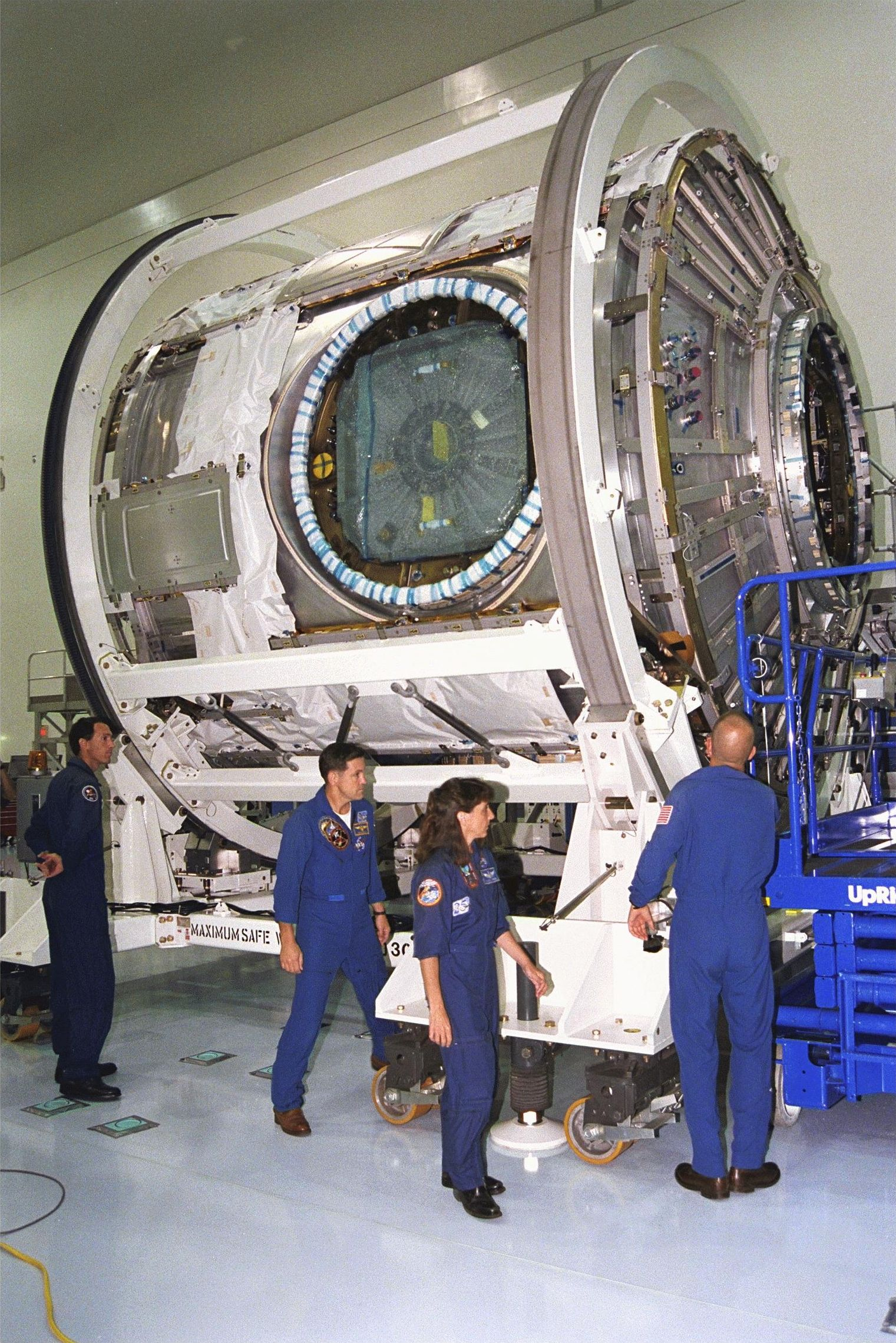
Unity và các thành viên phi hành đoàn STS-88 tại trung tâm không gian Kennedy
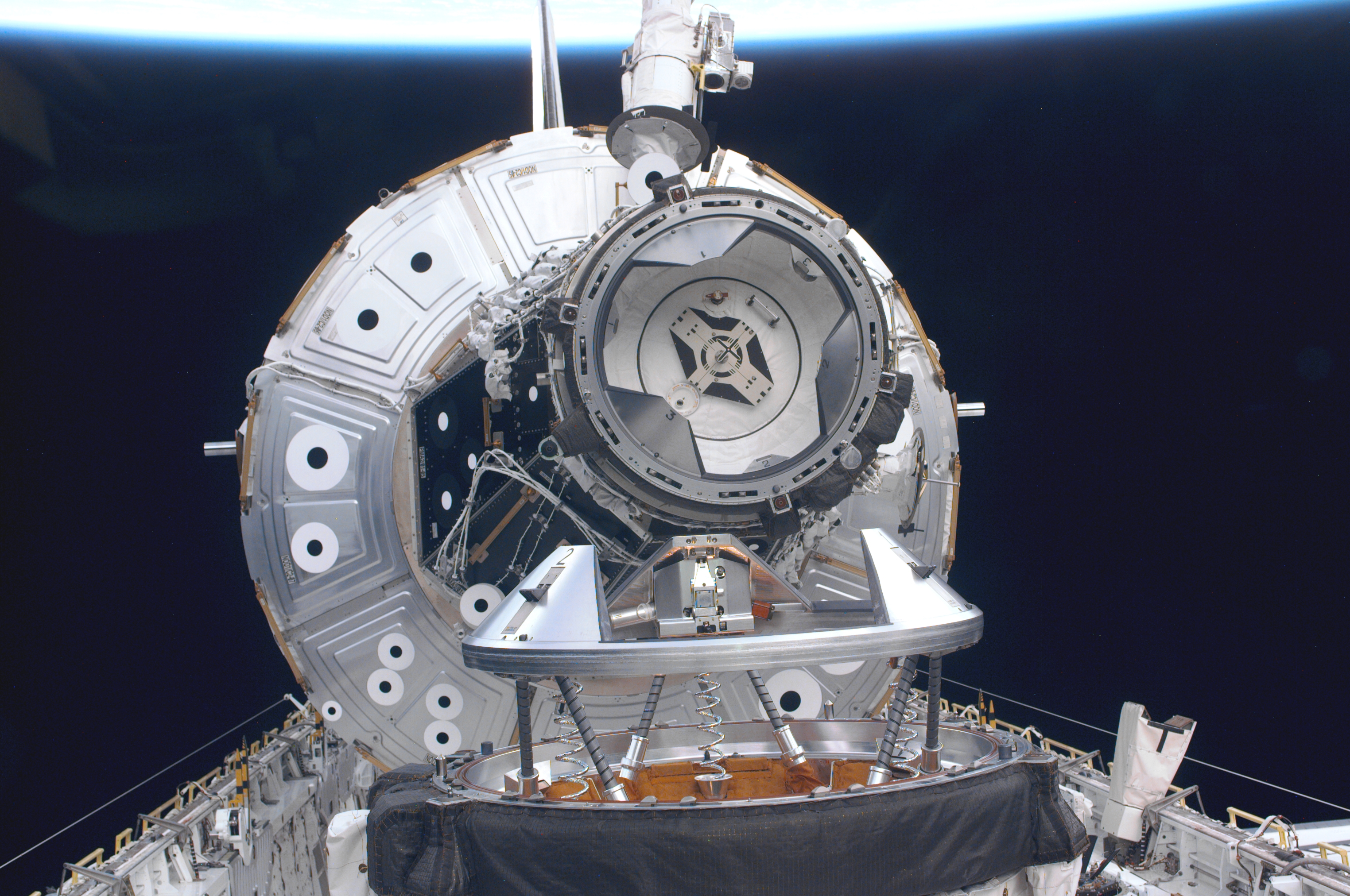
Unity được nhấc lên bởi cánh tay robot tự động của tàu con thoi Endeavour
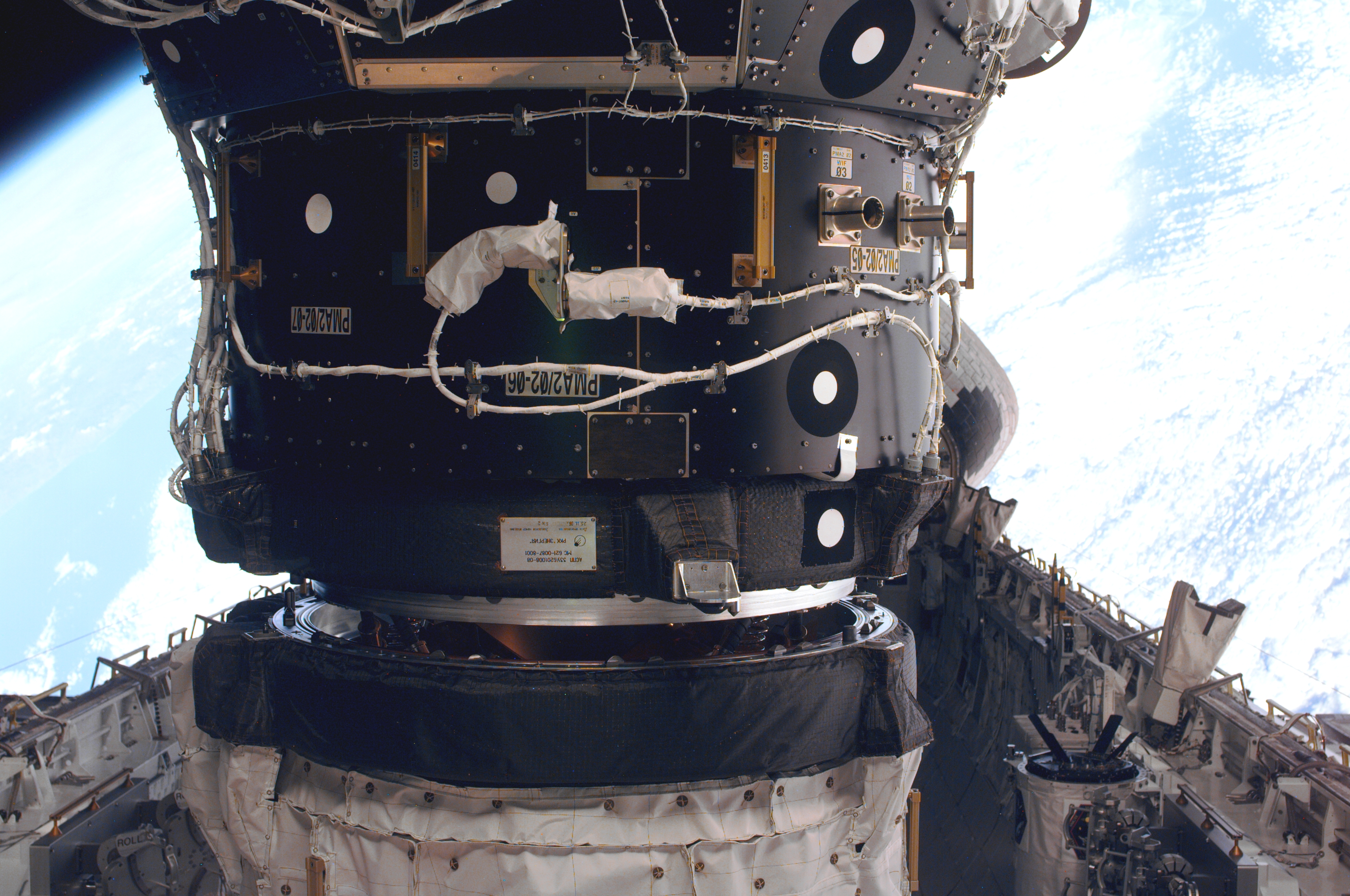
Unity được ghép vào hệ thống kết nối (docking system) của Endeavour
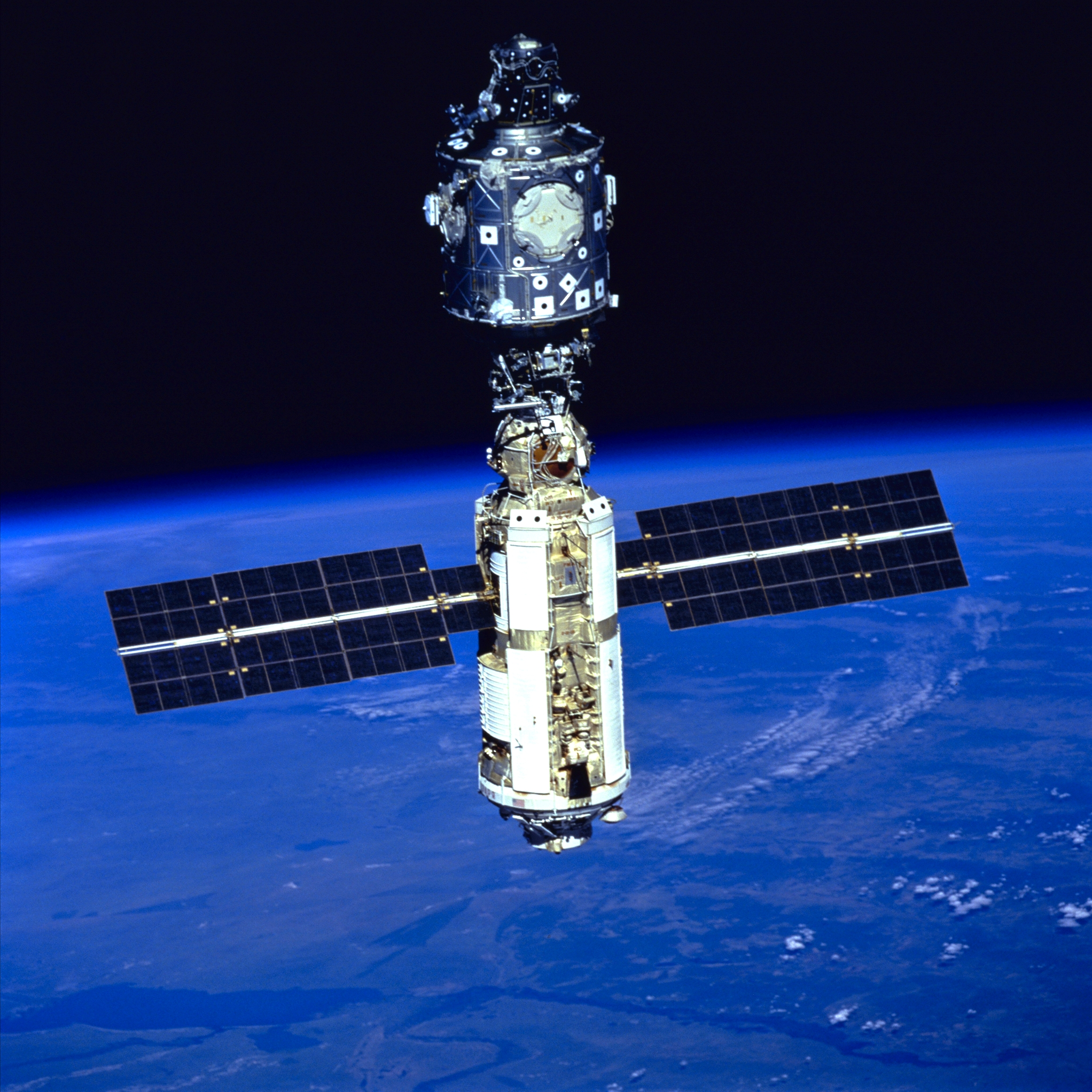
Trạm ISS nhìn từ STS-96 với Unity kết nối với Zarya